# Медицинский центр имени Хаима Шибы

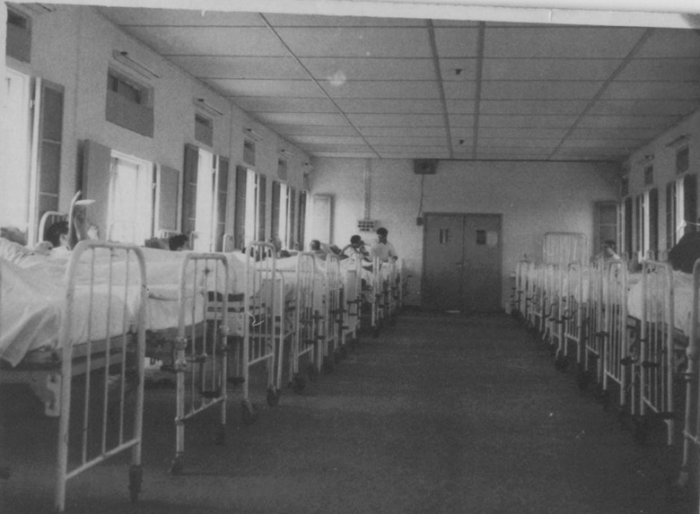
Военный госпиталь Тель-ха-Шомер, 1947 год

Медицинский центр имени Хаима Шибы (ивр. המרכז הרפואי ע״ש חיים שיבא - תל השומר‎) — государственная больница Израиля, расположена в районе Тель-а-Шомера и обеспечивает медицинским обслуживанием жителей Рамат-Гана и центра страны. Является медицинской базой Армии обороны Израиля. Много лет входит в число лучших больниц планеты.

## Структура медицинского центра «Шиба»
Медицинский центр «Шиба» состоит из трёх медицинских учреждений, управляемых независимо друг от друга: общая клиническая больница, детская больница «Сафра» и клиника реабилитации, включающая отделения гериатрии и психиатрии.
Больница Шиба располагается на территории 600 дунамов, на которых размещено 150 различных подразделений и лечебных клиник. Стационар больницы рассчитан на 1700 пациентов. В больнице работают 6000 специалистов, включая 850 врачей.
В клинику реабилитации направляют солдат и офицеров Армии обороны Израиля, получивших ранения и травмы. Эта традиция берет начало со дня основания больницы «Шиба» в период арабо-израильской войны 1947—1949 годов.
Медицинский центр «Шиба» — один из крупнейших в Израиле (в частности, признавался крупнейшим в 2007 году). Весь комплекс занимает значительную площадь и включает множество центров и отделений больницы. На территории «Шибы» имеются два торговых центра, восьмиэтажный гараж для парковки, две гостиницы, отделения банков, а также заправка и мойка для автомашин. В 1987 году открыт новый банк крови, который переехал из старого здания в Яффо.
В кампусе больницы «Шиба» расположены некоторые отделы Министерства здравоохранения Израиля, включая управление по уходу за больными с ограниченными функциями. Кроме того, здесь находится комитет работников государственных больниц Израиля, а также центр волонтёрства.

### Международный отдел «Шибы»
Центр международных проектов и обучения за рубежом (Sheba International) был создан в медицинском центре «Шиба» в 2006 году в ответ на обращения врачей, желающих пройти обучение и стажировку. Вплоть до настоящего времени (2021 год) центр проводит курсы обучения в разных областях медицины: повышение квалификации врачей, сестринское дело, подготовка младшего медицинского персонала, технологии, управление, методики исследований и т. д.

### Отдел медицинского туризма
Медицинский центр им. Хаима Шибы, являясь одним из ведущих клиник по исследованию и лечению раковых заболеваний, предоставляет эти услуги и в области международного медицинского туризма.

## История больницы
В 1941 году на месте нынешнего медицинского центра был основан военный госпиталь американской армии, который назывался «Американская больница номер 26». В октябре 1943 года его закрыли, но в 1944 году уже британская армия открыла здесь свой госпиталь под названием «Больница номер 24 Британских военно-воздушных сил».
Во время войны за независимость в апреле 1948 года этот район был захвачен силами бригады «Александрони», в котором служил в должности военврача доктор Хаим Шиба. Именно он распорядился отремонтировать здание и превратить его в военный госпиталь. 21 июня 1948 года, в период затишья между боями, был открыт «Военный госпиталь номер 5», самый крупный в государстве Израиль. 1 июня 1953 года военный госпиталь был преобразован в гражданскую больницу под названием «Больница Тель-ха-Шомер».
После смерти д-ра Хаима Шибы в 1971 году больница была переименована в его честь. На сегодняшний день[когда?] медицинский центр им. Хаима Шибы занимает лишь часть площади в 1,7 км², которую в своё время приобрел банкир и коммерсант Моше Литвиновски вместе с братом Эмилем. В 1930-х годах архитектор Рихард Кауфман планировал построить на этом месте новое поселение Тель-Литвиновски, но смог выполнить эту программу лишь частично. Большая часть площади была конфискована у братьев Литвиновски вначале Британской армией, а затем государством Израиль.

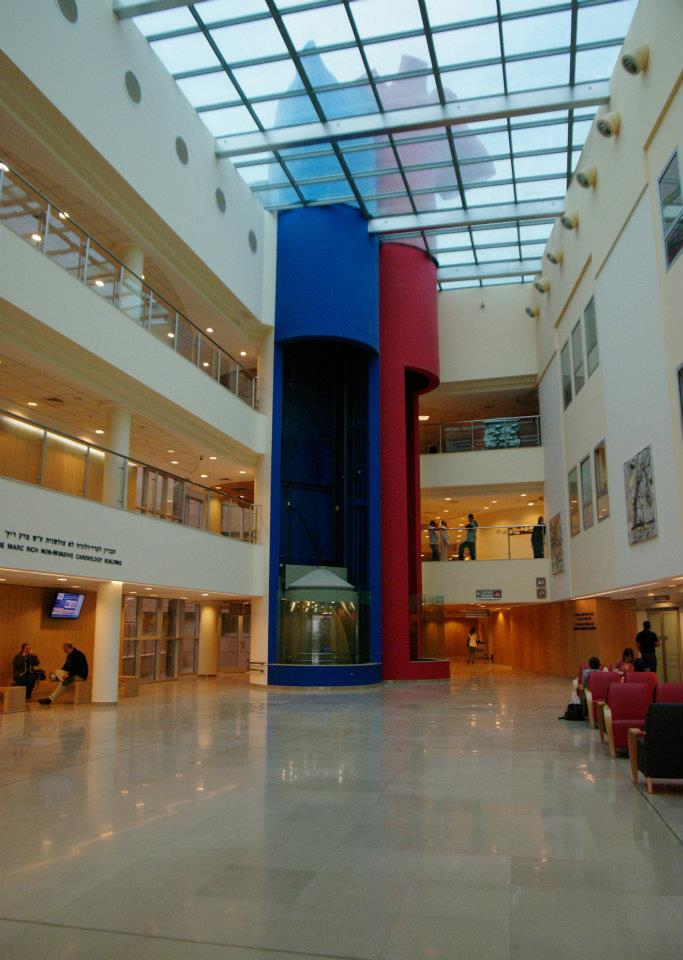
Медицинский центр «Шиба», холл
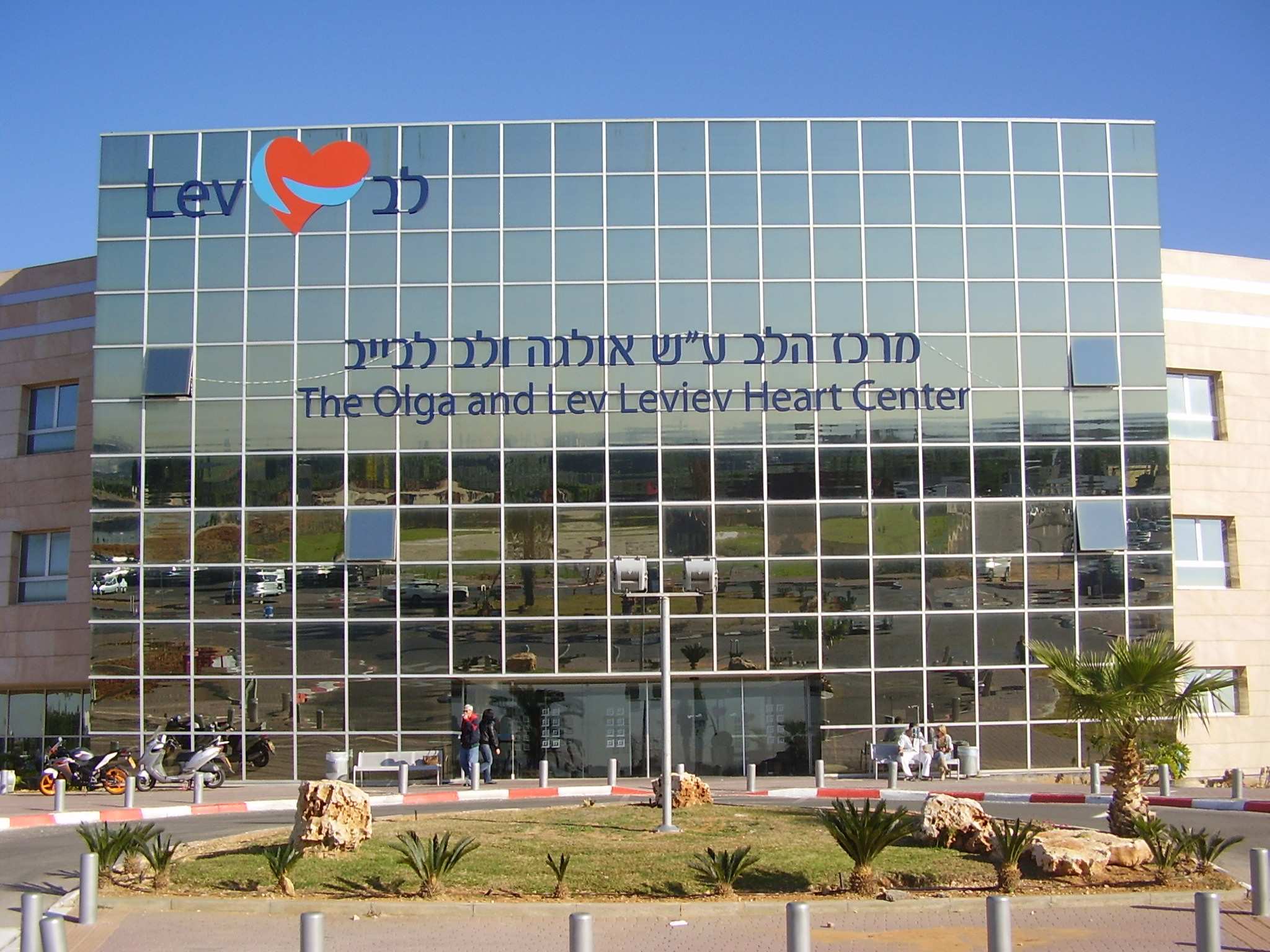
Кардиологический центр больницы «Шиба»
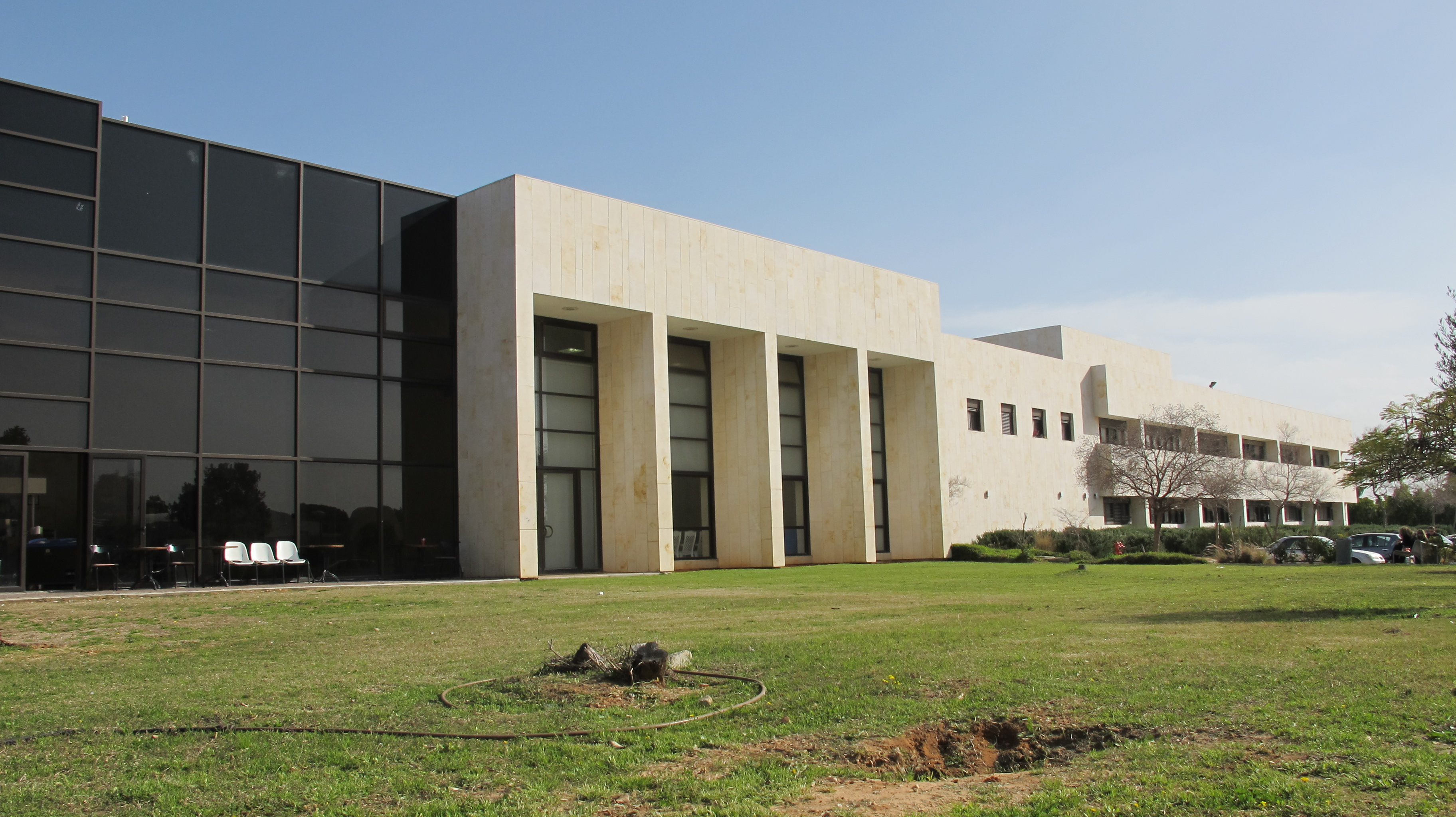
Реабилитационный центр больницы «Шиба»

## Руководители
- 1953—1971 — Хаим Шиба
- 1971—2004 — Мордехай Шани[ивр.]
- 2004—2016 — Зеэв Ротштейн[ивр.]
- с 2016 — Ицхак Крайс[ивр.]

## Детская больница «Сафра»
Детская больница «Сафра» была построена в 2002 году при содействии благотворительного фонда им. Эдмонда и Лили Сафра. Больница «Сафра» находится на площади медицинского центра «Шиба», но является независимой административной единицей.

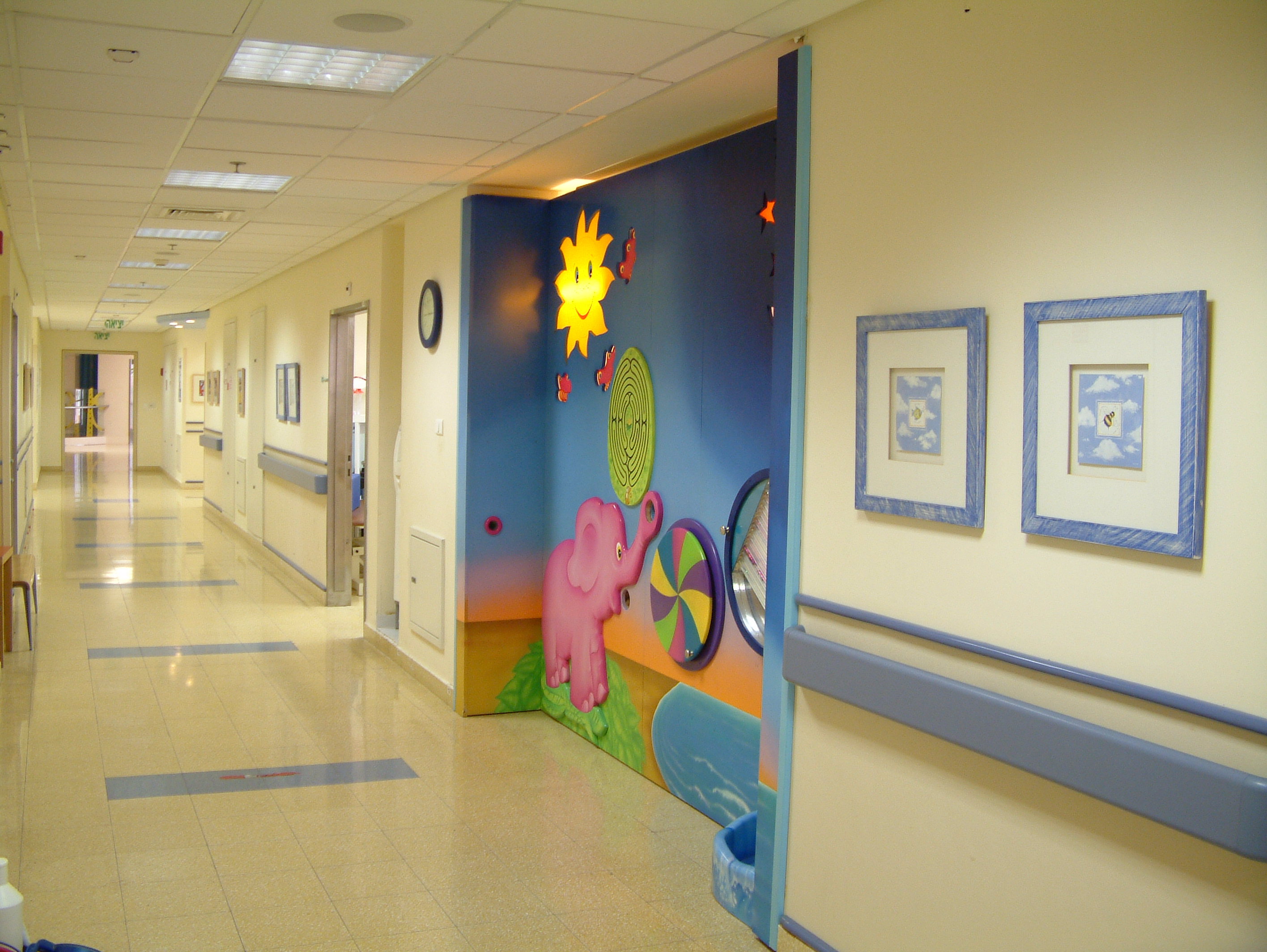
Детская больница «Сафра», холл
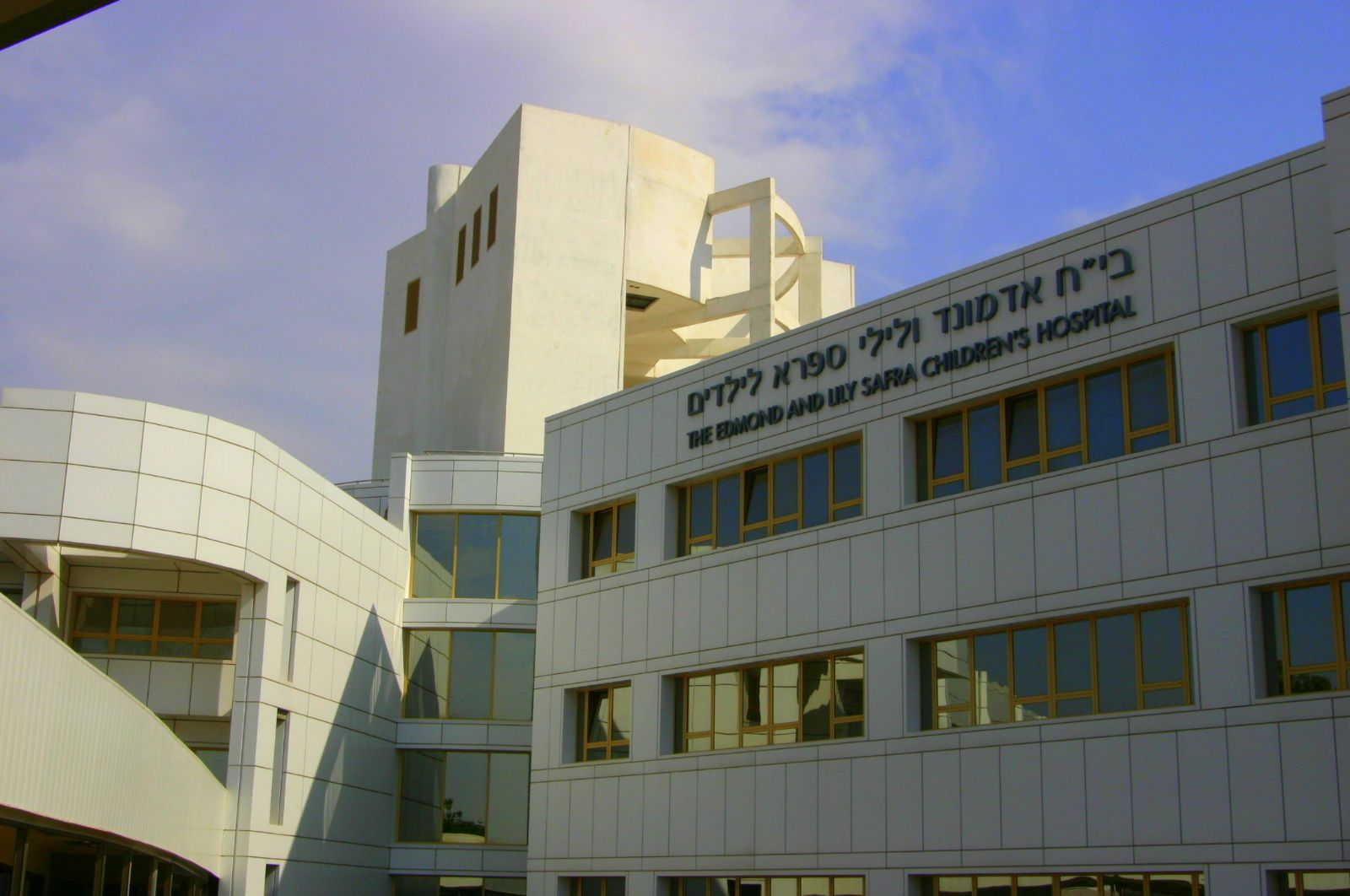
Детская больница «Сафра», здание
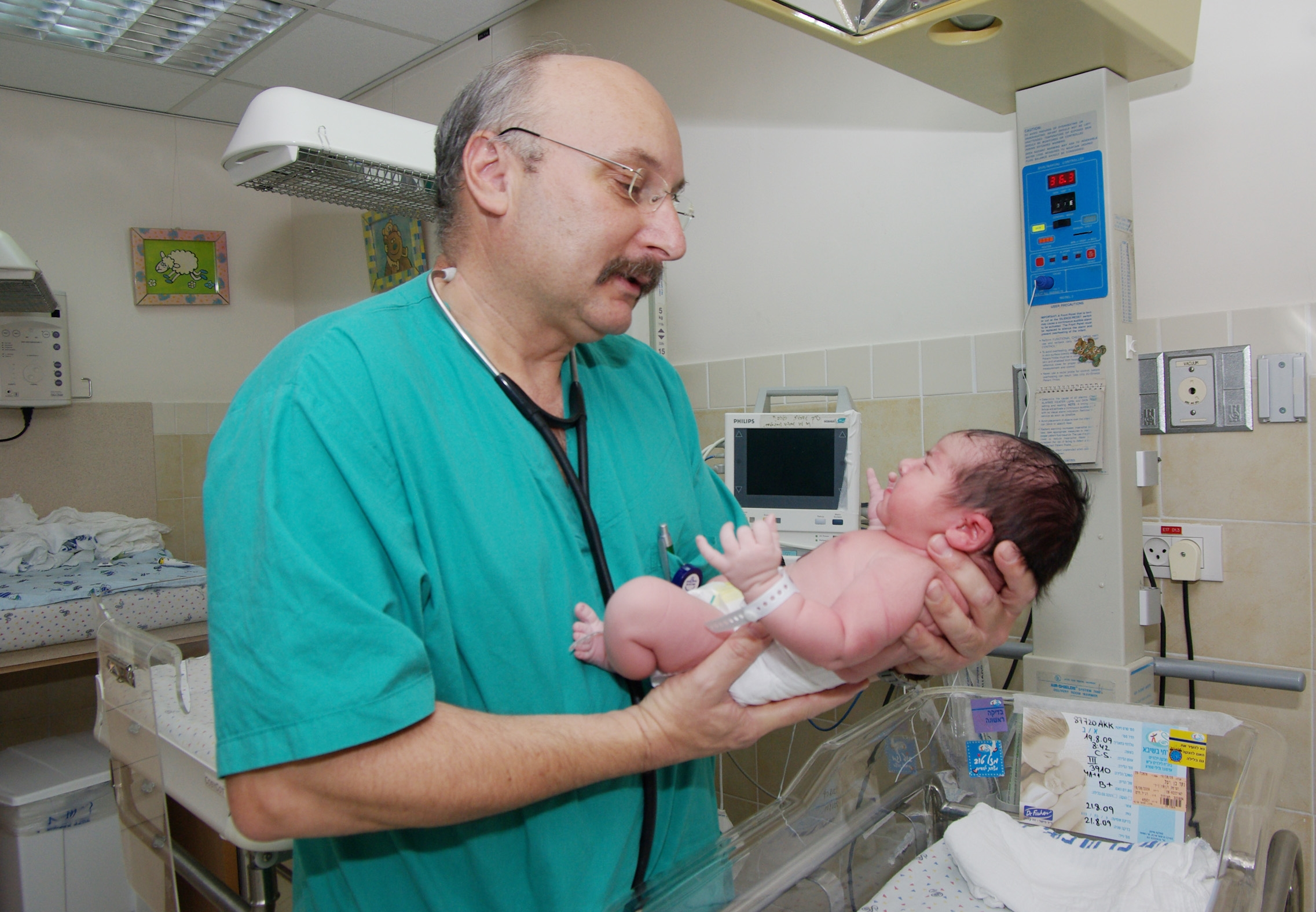
Д-р Рам Мазкерет, начальник отделения интенсивной терапии[10], детская больница «Сафра»